# Walkerville (Michigan)
Walkerville – wieś w Stanach Zjednoczonych, w stanie Michigan, w hrabstwie Oceana.